# Sicilia orientale
La Sicilia orientale è quella parte dell'Isola di Sicilia che si affaccia sulla costa ionica. È costituita dalle città metropolitane di Catania e Messina e dai liberi consorzi comunali di Siracusa e Ragusa. Ad esse, per tradizione, si aggiungono alcuni comuni del libero consorzio comunale di Enna.
Le motivazioni della suddivisione in Sicilia occidentale, Sicilia centrale e Sicilia orientale del territorio isolano risiedono principalmente nella storia antica; infatti l'area in oggetto è quella che fu maggiormente influenzata dalla civiltà greca. La Sicilia occidentale invece, oltre che di quella greca, fu essenzialmente sotto l'influenza punica. Secondo la suddivisione medioevale in valli, l'area corrisponde a quella del Val di Noto e del Val Demone.

## Geografia
La Sicilia orientale è quella parte dell'isola che presenta il più alto rilievo montuoso, l'Etna e la più vasta pianura, la Piana di Catania.

Possiede anche il più vasto bacino idrografico, quello del Simeto. È inoltre attraversata dalla maggior parte delle catene montuose della Sicilia, i Peloritani, i Nebrodi, i Monti Iblei  e gli Erei. La sua parte nord è quasi interamente montuosa e ricca di boschi, mentre la parte sud è meno alberata e più brulla, eccetto che sulla zona dell'altipiano Ereo-ibleo.

## Clima
Il clima è quanto mai vario proprio in virtù della varietà altimetrica del territorio e varia dal fresco e umido dell'area montana al siccitoso e subtropicale delle pianure e delle coste.

## Antropizzazione
La Sicilia orientale presenta caratteristiche di antropizzazione antichissima che risalgono al Paleolitico superiore.
La fascia maggiormente urbanizzata è quella costiera ionica dell'area centro nord, tra Messina e Catania e quella costiera tirrenica, a nord, con un'alta densità abitativa e spesso senza soluzione di continuità tra comune e comune; mentre è poco popolata nella zona centrale in direzione di Enna e nell'area della Piana di Catania. Attorno alla città di Catania è presente il più vasto e popoloso fenomeno di conurbazione della Sicilia, con un unico agglomerato urbano di circa 730 000 abitanti.
La zona sud orientale invece presenta la caratteristica di avere grossi centri abitati ma distanziati l'uno dall'altro. Ciò è in parte attribuibile alla conformazione morfologica del territorio ed in parte a motivazioni storiche; la zona a sud, infatti, essendo esposta nei secoli passati alle continue incursioni piratesche presenta scarsi esempi di abitati costieri essendo invece tutti i grossi centri verso l'interno ed in posizione lontana dalla costa. La Piana di Catania invece non si prestava ad insediamenti abitativi perché paludosa ed infestata dalla malaria a causa delle esondazioni dei vari fiumi.
Le dieci città maggiormente popolate dell'area sono:
| Stemma | Città                     | Provincia | Popolazione (ab) | Superficie (km²) |
| ------ | ------------------------- | --------- | ---------------- | ---------------- |
|        | Catania                   | Catania   | 314.758          | 180 km²          |
|        | Messina                   | Messina   | 242.864          | 211 km²          |
|        | Siracusa                  | Siracusa  | 123.768          | 204 km²          |
|        | Ragusa                    | Ragusa    | 73.212           | 442 km²          |
|        | Vittoria                  | Ragusa    | 62.713           | 181 km²          |
|        | Modica                    | Ragusa    | 54.937           | 290 km²          |
|        | Acireale                  | Catania   | 52.862           | 39 km²           |
|        | Paternò                   | Catania   | 49.479           | 144 km²          |
|        | Misterbianco              | Catania   | 48.225           | 37 km²           |
|        | Barcellona Pozzo di Gotto | Messina   | 41.525           | 58 km²           |